# Trichochermes tzuensis
Trichochermes tzuensis är en insektsart som beskrevs av Yang 1984. Trichochermes tzuensis ingår i släktet Trichochermes och familjen spetsbladloppor. Inga underarter finns listade i Catalogue of Life.